# Diversidad sexual en la República Popular China

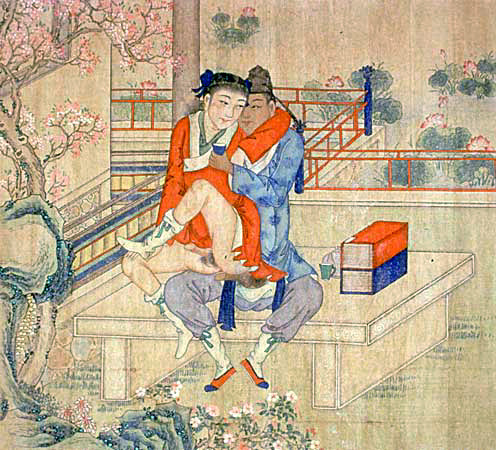
Representación homosexual de dos jóvenes durante el té. Pintura sobre seda en un rollo de la dinastía Qing (siglos XVII y XIX); en el Instituto Kinsey, Bloomington, Indiana.

Las personas del colectivo LGBT+ en China se enfrentan a ciertos desafíos legales y sociales no experimentados por otros residentes. Las relaciones sexuales consensuales entre personas del mismo sexo fueron despenalizadas en 1997, sin embargo, la diversidad sexual aún es un tema tabú en la sociedad china, la cual es mayormente conservadora, por lo tanto, aun persiste la violencia, la discriminación y la persecución de las personas LGBT+ en el país.

## Terminología
En la antigüedad había varias expresiones para referirse a la homosexualidad, algunas algo crípticas como la «pasión de la manga cortada» (en mandarín 斷袖之癖, pinyin dùanxìu zhī pǐ), y del «melocotón compartido» (分桃, fēntáo). Otros términos menos oscuros utilizados fueron la «tendencia por los hombres» (男風, nánfēng), «hermanamiento«» (香火兄弟, xīanghǔo xīongdì), y la «pasión de Long Yang» (龍陽癖, lóngyángpǐ), que se refiere a una anécdota homoerótica sobre el duque Long Yang del periodo de los reinos combatientes.
Las palabras formales para denominar homosexualidad y homosexual(es) son tóngxìnglìan (同性戀, lit. relación/amor con/por los del mismo sexo) y tóngxìnglìan zhě (同性戀者, gente homosexual). En lugar de este término formal se emplea generalmente como sinónimo de gay la palabra «tóngzhì» (同志), que tiene rima inicial con la anterior, dentro de la comunidad homosexual china actual. El significado inicial de tóngzhì es «compañero, camarada» (también nǚ tóngzhì, lit. «camarada femenino») y fue adoptado en un principio en las investigaciones sobre sexualidad en Hong Kong y pasó a la jerga en el chino mandarín, mientras que en cantonés se usa gei (基), adaptación del inglés gay. «Gay» es considerado ofensivo cuando es usado por los heterosexuales o incluso entre los homosexuales en determinadas situaciones. Otro término usado popularmente es bōli (玻璃, py: cristal). Entre los estudiantes universitarios gais se ha hecho popular el neologismo «dàtóng» (大同, utopía), que es el acrónimo de «daxuesheng tongzhi» (estudiantes universitarios homosexuales).
Las lesbianas se suelen denominar a sí mismas lāzi (拉子) o lālā (拉拉). Estos dos términos son el resultado de abreviar la transliteración china del término inglés lesbian (lesbiana). Los dos términos se han hecho corrientes en toda la China continental.

## Puntos de vista tradicionales de la sociedad china
Ninguna de las religiones y filosofías tradicionales chinas tienen condenas expresas en contra de la homosexualidad, ni en ellas existe el concepto de pecado que tiene el cristianismo, aunque tienen algunas creencias que pueden ser interpretadas en contra de la homosexualidad exclusiva.

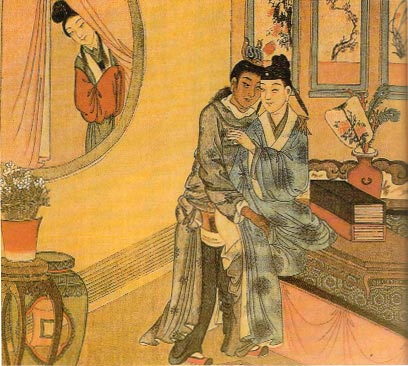
Pareja de hombres observados por una mujer. Museo de cultura sexual china, Tongli, Jiangsu, China.

El confucionismo hace hincapié en el deber y establece distintas obligaciones según unos roles tradicionales para cada género. Una de las principales obligaciones del varón es la de casarse para continuar el linaje familiar, especialmente engendrando niños varones. Pero en cambio considera aceptable que el hombre casado tenga concubinas o bien amantes masculinos.
El taoísmo establece que hay que mantener el equilibrio entre el yin (陰) y el yang (陽), las energías femenina y masculina respectivamente. Se cree que en una relación heterosexual el hombre se descarga de yang y se recarga del yin de la mujer y viceversa, estableciéndose la armonía. En cambio en una relación homosexual ambos hombres pierden energía yang sin recargarse de yin, lo que conduce al debilitamiento e incluso la enfermedad. En una relación lésbica no existiría ninguna pérdida de energía ya que esta es inagotable en las mujeres.
Por otro lado también se cree que los hombres además de yang tienen su propio yin, al igual que las mujeres su propio yang, la homosexualidad se debería a que existe en el individuo mayor carga de la energía del sexo contrario de lo habitual, por lo que no se la considera algo antinatural sino al contrario se cree que los homosexuales serían personas más equilibradas en su naturaleza que el resto. 
En el budismo no existe ninguna clase de rechazo a la homosexualidad. Su doctrina establece que las pasiones son fuente de infelicidad y alejan de la iluminación y el nirvana; los fieles tienen que moderar sus instintos para alcanzarlo, entre ellos el sexual pero sin establecer diferencias entre las orientaciones.
Por su parte Zhuangzi, el filósofo más influyente de China, tiene como pilares de su pensamiento la libertad y tener la mente abierta. Lo que nos permitiría descubrir que lo que podamos creer como fuera de lo normal será normal según el orden natural de las cosas.

## Amor homosexual en la literatura
Es notable la prominencia en la literatura china antigua de obras que ensalzan la amistad entre los hombres y entre las mujeres. Hay muchos ejemplos en las novelas clásicas, destacando A la orilla del agua de la dinastía Song (siglo XIII), una historia sobre los profundos y duraderos lazos de amistad masculina, basada en la camaradería entre soldados en guerra más que en las relaciones sexuales. Aunque hay obras que describen relaciones mucho menos platónicas. En la novela de la dinastía Qing (siglo XVIII) Sueño en el pabellón rojo se describen detalladamente las relaciones sexuales de los personajes masculinos, tanto homosexuales como heterosexuales.
La poesía antigua China también trata el asunto, hay obras escritas de narrativa femenina en el que se retratan relaciones cuasi-sexuales entre jovencitas, antes de que sean separadas para casarse. Los poetas masculinos también usan la forma de narrativa femenina para lamentarse al ser abandonado por sus camaradas o por el rey.
El historiador Sun Cizhou publicó en 1944 una obra en la que afirma que uno de los más famosos poetas chinos de la antigüedad, Qu Yuan, era el amante de su rey. Sun cita la poesía de Qu Yuan para probar su aseveración. En la obra más importante de Qu Yuan, Li Sao (el dolor de la patria), se llama a sí mismo mei ren (bello). Una palabra que usa también para describir a su rey y que era usada en aquel tiempo por las mujeres para calificar a sus amantes.
También hay tradición de literatura erótica, que es menos conocida porque la mayoría de las obras fueron purgadas en las periódicas quemas de libros que han tenido lugar a lo largo de la historia china. Aunque han sobrevivido algunos manuscritos aislados, entre los que destaca la antología Bian er Zhai (Gorra en lugar de horquilla o La horquilla femenina bajo la gorra masculina), una serie de cuatro historias de cinco capítulos cada una en la que se describe la pasión y la seducción. La primera historia, Crónica de un amor leal, trata de un profesor de veinte años va tras un alumno de quince y de un grupo de jóvenes sirvientes. En otra, Qing Xia Ji (Memoria de un héroe apasionado), el protagonista, Zhang, un valiente soldado que tiene dos esposas guerreras es seducido por su joven amigo Zhong, una situación inusual ya que lo corriente era que el hombre mayor fuera el que tomara la iniciativa. La obra apareció en una edición única entre los años 1630 y 1640.
Más recientemente destacan Ding Ling una escritora controvertida y feminista de los años 1920, de la que se cree que era lesbiana (o al menos bisexual) en consonancia con sus historias. Su obra más famosa es El diario de la señorita Sophia, una original obra en la que expresa la sexualidad femenina y el deseo sexual por otras mujeres. Y una autora contemporánea, Huang Biyun (en cantonés: Wong Bikwan), que escribe desde una perspectiva lésbica su historia Ella es una joven mujer y yo también. También son destacables por su influencia en la comunidad homosexual china las novelas: Chicos de cristal (1984) de Bai Xianyong, Diario de un intruso (1994) de Zhu Tianwen y Diario de un cocodrilo (1994) de Quiu Miaojin.

## Historia
La homosexualidad en China ha sido documentada desde la antigüedad. Un ejemplo notable son las expresiones hechas con las que se conoce la homosexualidad en China yútáo y duànxiù (余桃 断袖) que están basadas en hechos históricos: Yútáo (melocotón sobrante o mordido), citado por Han Fei, alude a una anécdota sobre Mizi Xia (彌子瑕), un hermoso y joven noble amado por el duque Ling de Wei (衛靈公) que un día caminaba junto al carruaje del duque, como señal de confianza, y tomó un fruto muy dulce y tras morderlo lo compartió con el duque, y este elogió el gesto diciendo «Mirad como me ama que se olvida de su boca y me lo da a mi». Aunque cuando Mizi Xia con el tiempo perdió su belleza y el favor del duque, este dijo: éste es el que secuestró mi carruaje y sólo me dio de comer un melocotón mordido. A su vez Duànxiù (romper la manga) se refiere a una acción del emperador Ai Di de la dinastía Han que se cortó la manga para no despertar a su adorado amante Dongxian (董賢) que dormía sobre ella.
Las investigaciones de Pan Guangdan (潘光旦) llegaron a la conclusión de que casi todos los emperadores de la dinastía Han tuvieron al menos un amante masculino.
Se cree que la homosexualidad masculina era corriente en las dinastías Song, Ming y Qing. También hay citas de lesbianas en algunos libros de historia. Los homosexuales chinos nunca sufrieron persecuciones de importancia a diferencia de lo que pasó en la cristiana Europa durante la Edad Media, hasta el siglo XIX. 

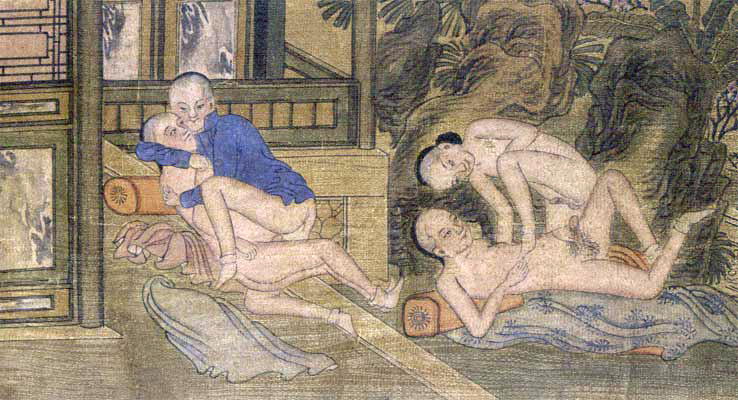
Detalle de jóvenes en prácticas homosexuales. Acuarela sobre rollo de papel de la dinastía Qing finales del XIX, en Pekín.

En algunas áreas la costumbre de la homosexualidad estaba más arraigada que en otras. En la dinastía Ming corría el dicho de que la provincia de Fujian era el único lugar donde la clase alta medraba gracias a comerciar con el amor de los cortesanos masculinos. Aunque los escritores de allí rechazaban este estereotipo. Xie Zhaozhe (1567–1624) escribió que «desde Jiangnan y Zhejiang a Pekín y Shanxi, no había nadie que no supiera de esta afición». Incluso los misioneros jesuitas europeos como Matteo Ricci (1552–1610) dejaron registros de lo que ellos consideraban «perversiones contranatura», lamentando que su práctica era frecuente y de naturaleza pública. El historiador Timothy Brook escribió que esta no era la única preocupación de los Jesuitas, desde que el celibato de los sacerdotes empezó a ser objeto de especulación entre los chinos Las prácticas homosexuales con catamitas o «chicos cantantes» fue asociado principalmente por las clases medias trabajadoras con el lujo y la decadencia de las clases altas. Y se sabe que la mayoría de los hombres que lo practicaban eran bisexuales, ya que perseguían con la misma frecuencia a sus criadas que a sus jóvenes sirvientes.
La primera ley en contra de la homosexualidad entró en vigor en China en 1740. No hay registros históricos del nivel de presión, ni de la efectividad en el cumplimiento de esta ley. Pero fue peor para los homosexuales chinos, irónicamente, la ilustración que trajo el movimiento de auto-fortalecimiento que importó de occidente, además de su filosofía y su ciencia, la homofobia y la consideración como enfermedad mental de la psiquiatría de la época.[cita requerida]
El oficial de la dinastía Qing, Zhu Gui (1731-1807), un administrador y recaudador de impuestos destinado a Fujian en 1765, pensaba mejorar los defectos morales de las gentes bajo su jurisdicción promulgando una prohibición sobre los "cultos licenciosos", y criticó el respeto que se tenía por tales cultos. Uno de estos que consideraba particularmente problemático era el culto al dios Hu Tianbao al que acudían los hombres para pedir su intersección para conseguir el amor de otro hombre. Así informó:

La imagen es de dos hombres abrazados, la cara de uno es de edad bastante avanzada, la otra tierna y pálida. Es comúnmente llamado el pequeño templo oficial. Todos los libertinos y granujas sin vergüenza que tienen contactos sexuales con adolescentes u hombres jóvenes rezan para rogar el auxilio del ídolo de yeso. Entonces hacen peticiones para atraer y obtener al objeto de su deseo y después untan la boca del ídolo con intestinos de cerdo y azúcar para darle gracias.

El amor homosexual también fue representado en la pintura china, muchas de estas obras han sobrevivido a los estragos de la revolución cultural durante el régimen de Mao Zedong. Aunque ya no quedan ninguna de las estatuas de gran tamaño, hay muchos rollos con dibujos y pinturas sobre seda que están actualmente en colecciones privadas.

## China moderna
Con la creación de la República Popular China en 1949, el antiguo Código Penal de 1935 fue abolido (que incluía el delito de «sodomía") y la legislación penal china comenzó a limitarse a leyes ad hoc, entre las cuales no se encontraba una criminalización de la homosexualidad, aunque las leyes civiles sobre matrimonio no contemplaban el matrimonio entre personas del mismo género. 
Tras la muerte de Mao Zedong en 1976, la homosexualidad se volvió a criminalizar con el Código Penal de 1979; hasta la producción de importantes cambios en los últimos años del siglo XX y primeros del siglo XXI: la «sodomía» fue nuevamente despenalizada en 1997, y la nueva clasificación de los desordenes mentales y sus criterios de diagnóstico en China eliminó la homosexualidad de la lista de enfermedades mentales el 20 de abril de 2001.

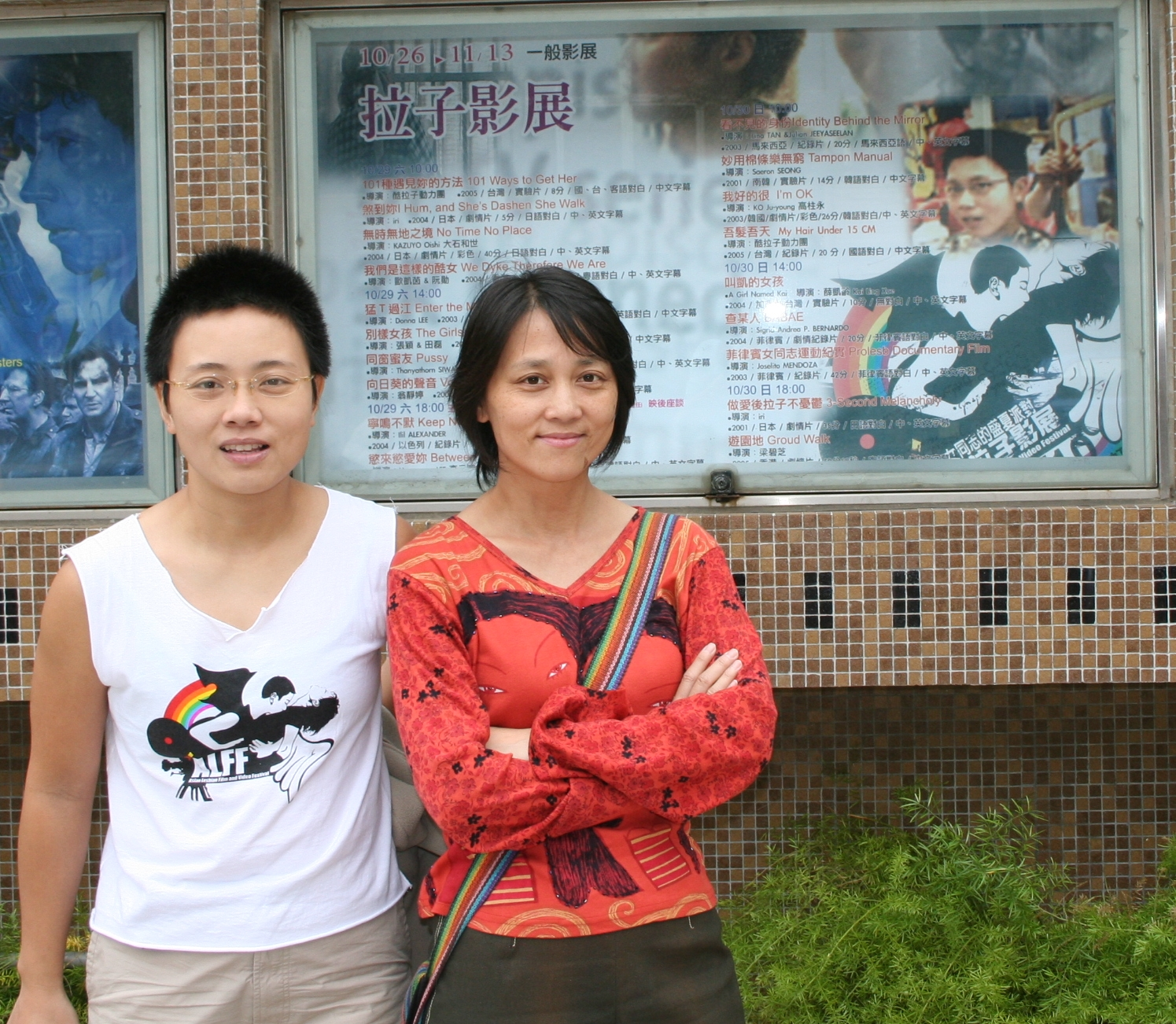
Las activistas Chen Yu-Rong y Wang Ping de la Gender/Sexuality Rights Association Taiwán.

La situación ha seguido evolucionando. Una encuesta en Internet del año 2000 mostró que la población china se está volviendo más tolerante: entre las 10 792 personas encuestadas, el 48.15 % se mostraba a favor, 30.9 % la desaprobaba, 14.46 % no estaban seguros y al 7.26 % les era indiferente. La opinión sobre el tema va cambiando poco a poco, más favorablemente en las zonas urbanas que en las rurales. Otra encuesta del 2008 realizada por la sexóloga Li Yinhe muestra un retrato de las actitudes de la sociedad china hacia los gais y lesbianas. Un 91 % está de acuerdo con que los homosexuales tengan los mismos derechos laborales y el 80 % piensa que los heterosexuales y los homosexuales son individuos iguales. Por otro lado una ligera mayoría está en desacuerdo con que un maestro sea abiertamente gay y un 40 % dijo que la homosexualidad está «completamente mal». Como ejemplos del clima existente está el hecho de que durante los Gay Games de 2002 solo participaron dos personas de la China continental.
La estadística oficial publicada por el gobierno en 2005 estima el número de homosexuales en China un poco por encima de 30 millones. Cifra que si se compara con el porcentaje del resto del mundo la hace poco creíble. 
La postura de las autoridades es ambivalente hacia la homosexualidad, aunque no está prohibida tampoco se ha promulgado ninguna ley contra la discriminación. Se ha calificado la política del gobierno hacia el tema con el lema de los «tres noes»: no aprobar, no desaprobar y no promover (不支持, 不反对, 不提倡). Las agresiones a las personas gais en China son raras, pero se critica la actitud indiferente del gobierno y que no ha hecho nada por normalizar la homosexualidad. 
Aparte de las páginas web gais los medios de comunicación en China evitan la cobertura de la mayoría de los acontecimientos y temas homosexuales, y se han vetado las películas sobre temas homosexuales en los cines y televisiones, incluso películas chinas como Lan Yu que ha tenido mucho éxito en Taiwán y Hong Kong, en las que además de la temática gay se mencionan la protestas de la plaza de Tiananmen. Así como de Brokeback Mountain (2006) de la cual se censuró incluso el discurso de recogida del Óscar a su director Ang Lee, donde criticaba la postura del gobierno chino sobre la homosexualidad. En abril de 2004 la Administración Estatal de Radio, Cine y Televisión (国家广播电影电视总局) inició una campaña para limpiar de violencia y contenidos sexuales los medios de comunicación, lo que ha llevado a prohibir los programas que trataban temas homosexuales por considerarlos contrarios a la forma de vida saludable de China.
Aunque en las principales ciudades como Pekín, Shanghái, Cantón, y Shenzhen hay gay clubs, bares, casas de té, saunas y centros de apoyo que se están extendiendo también a las ciudades de segundo orden como Xi'an, Dalian y Kunming, ocasionalmente todavía son objeto de acoso policial. Y como ocurrió en el desarrollo del ambiente gay en otros países también hay sitios más informales de encuentro, como zonas de cruising en parques, baños públicos, centros comerciales. Ser gay es particularmente difícil en las zonas rurales, donde vive la mayoría de la población china donde la presión social es grande, especialmente la de las familias. Además la emigración a la ciudad está restringida y la cobertura de Internet es reducida.
Las propuestas de proyectos de ley sobre uniones matrimoniales homosexuales presentadas en la Asamblea Popular Nacional de la República Popular China han sido rechazadas en 2003, 2004 y 2006.

## Hong Kong
En Hong Kong, mientras fue colonia del Imperio Británico y del Reino Unido, las prácticas homosexuales fueron ilegales hasta 1991, siendo la máxima sentencia la cadena perpetua. El Consejo legislativo de Hong Kong acordó despenalizar la homosexualidad, tras un debate público que se llevó a cabo durante los 80. Sin embargo los dos propuestas de introducir legislación anti-discriminación fueron rechazadas en 1993 y 1997.
A diferencia del continente hay muchas organizaciones en defensa de los derechos de los gais como Rainbow Action y Tongzhi Culture Society. En 2003 la Iglesia católica de Hong Kong hizo público un artículo en contra del matrimonio igualitario, que fue contestado por un grupo de protesta que irrumpió en una iglesia interrumpiendo la misa.
Hasta el 2005 la legislación sobre la edad de consentimiento sexual fue discriminatoria, siendo la edad permitida para los varones homosexuales superior, 21 años. En 2005 el tribunal supremo de Hong Kong juzgó el caso de William Roy Leung que afectaba a dicha ley que provocó gran debate en la comunidad. El juez Hartmann encontró que la legislación existente era discriminatoria respecto a los hombres gay y estableció que era anticonstitucional y en contra de la «carta de derechos en Hong Kong». En 2006 se estableció la edad de consentimiento para todos en 16 años.
En septiembre del 2006 la RTHK empezó a emitir un programa de temática gay llamado Gay Lovers. El programa ha provocado una gran polémica en los sectores conservadores y se le ha acusado de promover la homosexualidad y de emitir opiniones solo parciales.

## Macao
En Macao la homosexualidad nunca ha estado penalizada. La edad de consentimiento sexual es igualitaria y establecida en 17 años. De acuerdo con los artículos del código penal de Macao 166 y 168, se condena a una pena de prisión superior a 10 años si se mantienen relaciones con un menor de 14 años, y a 4 años de prisión si tiene entre 14 y 16.

## Cultura actual

### Películas y series de televisión
Existen bastantes películas y series de televisión de temática LGBT realizadas en chino en Hong Kong, Taiwán y China, entre las que están:
Hong Kong
- Bishonen
- Buffering
- Butterfly
- Happy Together
- I Am Not What You Want

Taiwan
- Crystal Boys
- Eternal Summer
- Fleeing by Night [24]
- Formula 17
- Go! Go! G-Boys
- Spider Lilies
- El banquete de boda
- HIstory
- HIstory 2 [25]
- HIstory 3

China (continental)
- Palacio Oriental, Palacio Occidental
- Adiós a mi concubina
- Lan Yu
- Tongzhi in Love
- Pez y elefante

### Censura, estigmatización y discriminación
El 31 de diciembre de 2015, desde la Asociación China de la Industria de la Producción de Dramas Televisivos (中国电视剧制作产业协会) se publicaron varias nuevas reglas que prohíben la descripción de ¨relaciones sexuales anormales¨(incluida la homosexualidad) en cualquier televisión, película y programas en línea. Por lo tanto, varias series web virales (por ejemplo, ¨Addicted¨) se cancelaron y prohibieron oficialmente. 
El 4 de julio de 2021, muchas cuentas oficiales de WeChat pertenecientes a las organizaciones universitarias a favor de los derechos de la comunidad LGBT+ se suspendieron de la noche a la mañana indefinitivamente y como consecuencia todo el contenido publicado anteriormente fue eliminado.
El 2 de septiembre de 2021, autoridades de la Administración Nacional de Radio y Televisión(国家广播电影电视总局) usaron ¨maricón¨(¨娘炮¨, un término considerado bien peyorativo en China) en su publicación oficial para referirse a los actores "little fresh meat".Igualmente, la reforma propulsada por el Ministerio de Educación durante los últimos años indica que las entidades educativas son, para evitar el afeminamiento, obligados a cultivar en los jóvenes varones un ¨temperamento de masculinidad¨. Muchos internautas lo criticaron por promover estereotipos de género y una escribió retóticamente, ¨¿mujer es una palabra despectiva?¨
Hasta hoy en la China continental no existe ninguna ley, política o regla para proteger los derechos de la comunidad LGBT+.